# Swertia paupera
Swertia paupera är en gentianaväxtart som beskrevs av Isaac Henry Burkill. Swertia paupera ingår i släktet Swertia och familjen gentianaväxter. Inga underarter finns listade i Catalogue of Life.